# 体重不足
体重不足指一個人的體重低於健康水平，通常以身高體重指數（BMI）作指標，BMI低於18.5屬於体重不足。醫學上体重不足的定義，未必適用於其他方面（如作為吸引力的指標）。

## 原因
体重不足最常見的原因是進食過少食物引致的營養不良，佔撒哈拉以南非洲和南亞地區個案的50%，疾病使營養不良惡化，能治癒的疾病如腹瀉也可能致命。
在有足夠食物的情況下，体重不足有時是由於心理或生理疾病。數百種原因能使體重驟減，其中最常見的原因有︰
- 貧窮
- 神經性厭食症
- 神經性暴食症
- 癌症或癌症治療
- 肺結核
- 甲狀腺功能亢進
- 1型糖尿病
- 焦慮和抑鬱症
- 服用藥物，尤其是興奮劑
- 炎症性腸病
- 上腸間膜動脈症候群（英语：Superior mesenteric artery syndrome）
- 消化系統疾病
- 牙痛
- 過度訓練(耐久性運動)
- 人類免疫缺陷病毒（HIV）/愛滋病（AIDS）
- 基因
- 青春期（肌肉生長和脂肪積聚速度不及增高）

## 問題
体重不足可能是其他疾病的病徵，體重突然下降應及早進行身體檢查。
体重不足引致女性月經不調、懷孕出現併發症、貧血和脫髮。
体重不足是骨質疏鬆症的其中一個已知風險因素，患者多數不察覺危險而繼續進行高危活動，在第一次骨折後創傷已無法完全復元。

## 外部連結
- Facts on causes of low weight（页面存档备份，存于） from www.faqs.org